# Jonathan Hogan
Jonathan Hogan, född 13 juni 1951 i Chicago, Illinois, USA, är en amerikansk skådespelare.

## Fotnoter
1. ↑  Internet Broadway Database, Internet Broadway Database person-ID: 45342, läst: 9 oktober 2017.[källa från Wikidata]